# Destelbergen
Destelbergen és un municipi belga de la província de Flandes Oriental a la regió de Flandes. Està compost per les seccions de Destelbergen i Heusden.

## Seccions
| Nom          | Superfície (km²) |  |
| ------------ | ---------------- |  |
| Destelbergen | 12,50            |  |
| Heusden      | 14,06            |  |

## Situació

Destelbergen

- a. Lochristi
- b. Beervelde (Lochristi)
- c. Laarne
- d. Wetteren
- e. Melle
- f. Gentbrugge (Gant)
- g. Sint-Amandsberg (Gant)
- h. Oostakker (Gant)